# Copadichromis ilesi
Espèce
Statut de conservation UICN

 LC  : Préoccupation mineure
Répartition géographique
Copadichromis ilesi est une espèce de poissons d'eau douce de la famille des cichlidae endémique du lac Malawi en Afrique. Ce cichlidé fait partie des communément appelé « Haplo ».

## Reproduction
Cette espèce est incubatrice buccale maternelle, les femelles gardent les œufs, larves et tout jeunes alevins environ trois semaines, protégés dans leur gueule (sans manger ou en filtrant très légèrement les micro-détritus). Les mâles peuvent se montrer très insistants dès les premières maturités sexuelles des femelles, il est préférable de maintenir cette espèce en groupes de plusieurs individus (au moins en « trio » : un mâle pour deux femelles), de manière à diviser l'agressivité d'un mâle dominant sur plusieurs individus. 

## Croisement, hybridation, sélection
Il est impératif de maintenir cette espèce et le genre Copadichromis seul ou en compagnie d'autres espèces, d'autres genres, mais de provenance similaire (lac Malawi), afin d'éviter toute facilité de croisement. Le commerce aquariophile a également vu apparaitre un grand nombre de spécimens provenant d'Asie notamment et aux couleurs variées ou albinos, dues à la sélection, à l'hybridation ou autres procédés.